# Jaderný palivový cyklus

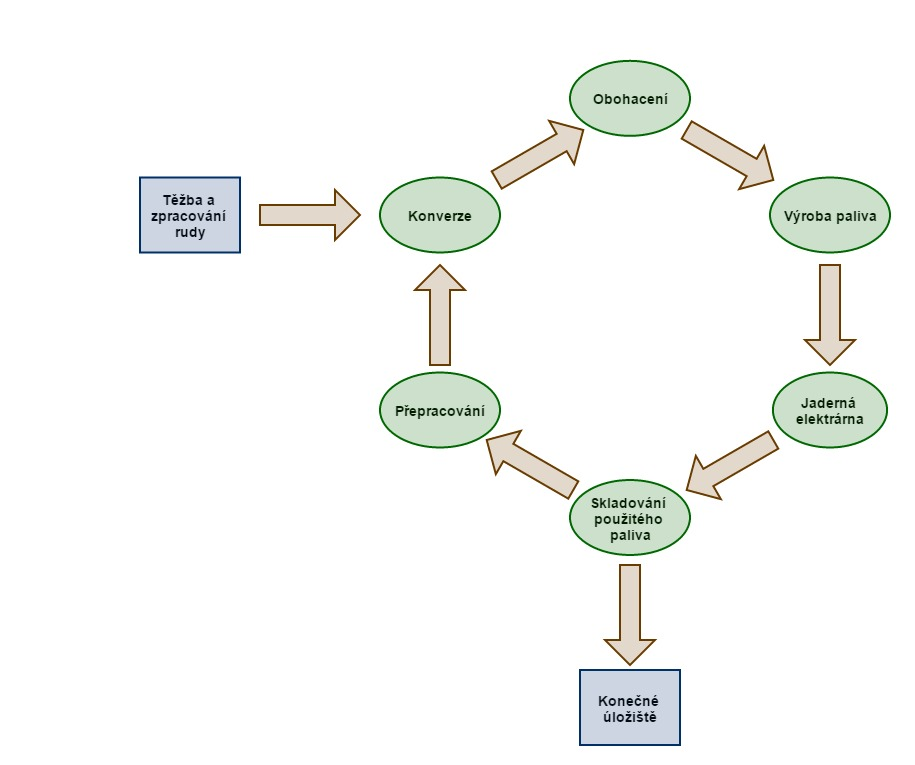
Jaderný palivový cyklus

Řada průmyslových procesů spojených s výrobou elektrické energie z uranu se souhrnně označuje jako palivový cyklus. Začíná těžbou uranové rudy a končí uskladněním jaderného odpadu v konečném úložišti. Do přední části palivového cyklu patří procesy, které zajišťují výrobu jaderného paliva z uranové rudy, použitelného v reaktoru. Jedná se o těžbu uranové rudy, mechanické a chemické zpracování rudy, konverzi, obohacení a výrobu paliva. Jaderné palivo produkuje v jaderném reaktoru tepelnou energii zpravidla 3-5 let a potom je z reaktoru vyjmuto jako použité jaderné palivo. Následují procesy zadní části palivového cyklu. A to uložení v bazénu použitého paliva, v meziskladu a následně v konečném úložišti, případně přepracování použitého jaderného paliva, které ho “vrátí“ zpět do cyklu .

## Těžba uranu

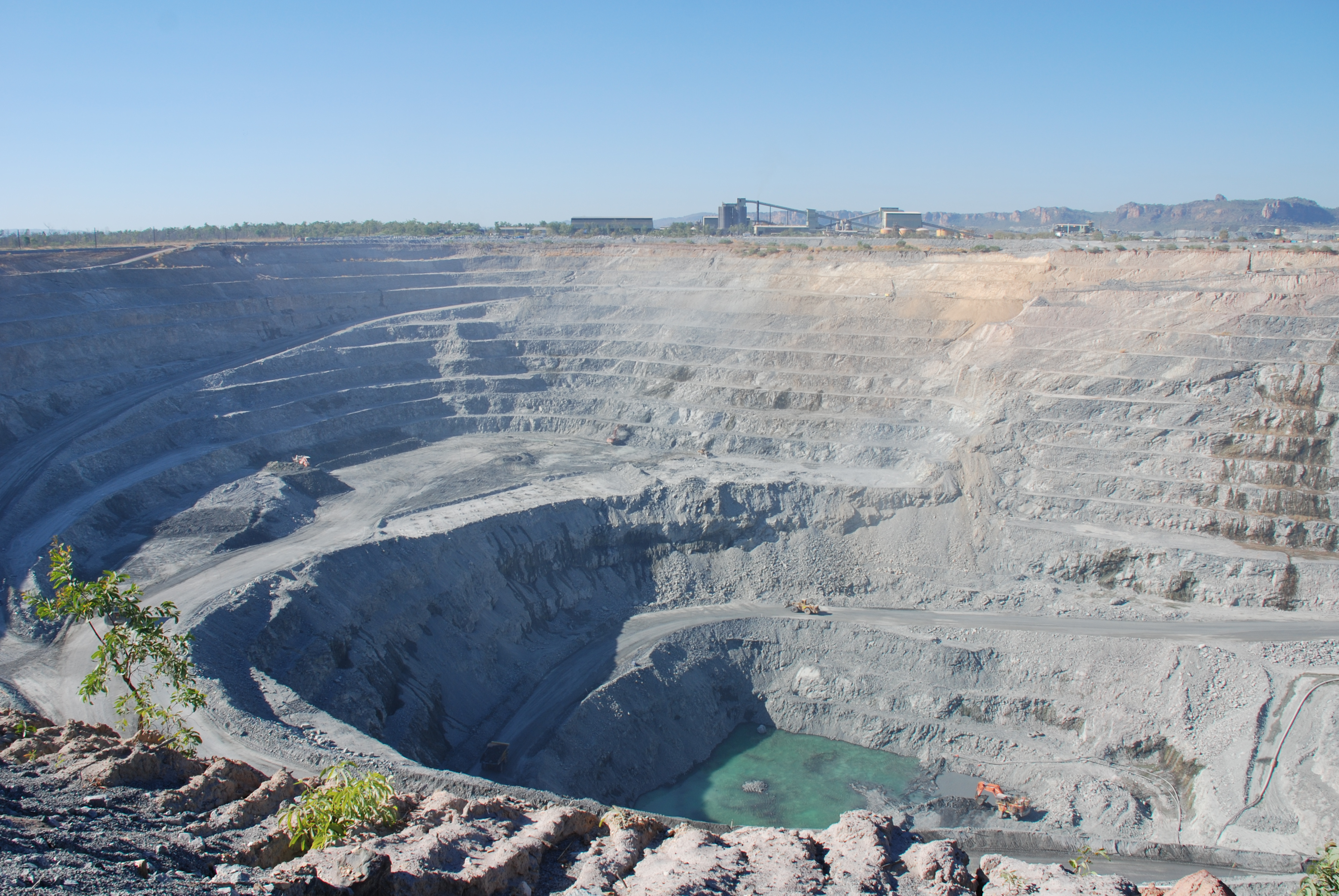
Povrchový uranový důl Ranger

Těžba uranu se provádí jak v hlubinných tak v povrchových dolech. Povrchová těžba se dá využít, pokud se ložisko nachází blízko povrchu země, většinou do hloubky 120m . V opačném případě je třeba využít hlubinnou těžbu. Při povrchové těžbě je třeba velkých jam, větších než samotné ložisko. Stěny jámy totiž musí mít sklon, aby se zabránilo sesuvům. Množství materiálu, které se musí odebrat navíc k přístupu k ložisku, je proto velké. Podzemní doly narušují povrch země podstatně méně a množství materiálu, který se musí odebrat kvůli přístupu, je tedy menší. Na druhou stranu je třeba zajistit ventilaci, aby se zabránilo vystavení radiací přenášené vzduchem.
Stále častěji se používá těžba ISL(in situ leach), kde jsou spodní vody spolu s kyselinou sírovou (nejčastěji) cirkulovány přes porézní rudu, rozpouští oxid uranu a přináší ho k povrchu.
Ekonomicky těžitelná ruda obsahuje v současnosti minimálně 0,1% uranu . V roce 2013 bylo nejvíce uranu vytěženo v těchto zemích: Kazachstán (38%), Kanada (16%), Austrálie (11%), Niger (8%), Namibie (7%), Rusko (5%) (2014) .

## Mechanické a chemické zpracování

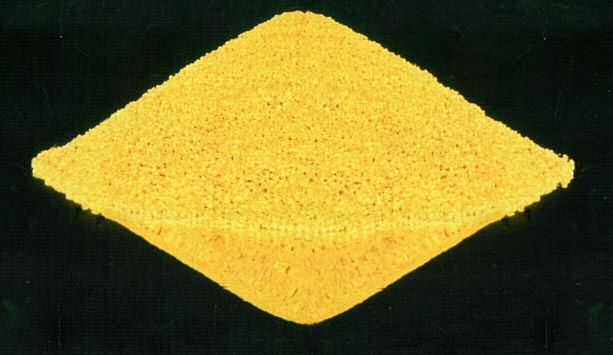
Žlutý koláč

Pomocí mechanického zpracování se z rudy (nebo ISL roztoku) získá uran. Ruda je rozemleta prakticky na prach a pomocí kyseliny sírové (nebo pomocí silného alkalického rozpouštědla) je z ní louhováním separován uran od odpadní horniny. Po vysrážení je produktem koncentrát oxidu uranu ve formě tzv. žlutého koláče, ve kterém je přibližně 85% uranu ve formě oxidu uranu U3 O8 . Ačkoli má dnes tento produkt většinou hnědou nebo khaki barvu, název žlutý koláč, který pochází z barvy produktu získaného starším způsobem zpracování, se stále používá. Tento produkt je balen do 200 litrových sudů a prodáván jako surovina. Zbytek rudy, ve kterém je téměř všechna vytěžená hornina, je bezpečně umístěn, zpravidla ve vytěžené jámě. Musí být izolován díky obsahu radioaktivních látek s dlouhodobým poločasem rozpadu a někdy i obsahu toxických těžkých kovů. Oproti čerstvé rudě je však radioaktivita menší.
Pro 1000 MWe reaktor je ročně třeba přibližně 200 tun tohoto produktu .

## Konverze

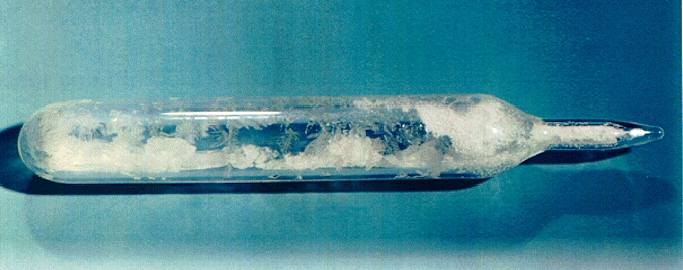
UF_{6}, hexafluorid uranu

Nejrozšířenějším typem reaktoru jsou dnes lehkovodní reaktory, které potřebují uran obohacený na přibližně 5% U235. Oxid uranu je v konverzním závodě přepracován v plynný hexafluorid uranu UF6, který je výchozí surovinou pro obohacovací závod. UF6 je odveden do 14 tunových válcových kontejnerů, kde za pokojové teploty ztuhne a může být přepraven.
Oxid uranu může být také přímo (bez konverze a následného obohacení) přepracován na kov nebo oxid uraničitý UO2. Takto je však využitelný jen v jaderných reaktorech pracujících na přírodní uran (např. CANDU).

## Obohacení

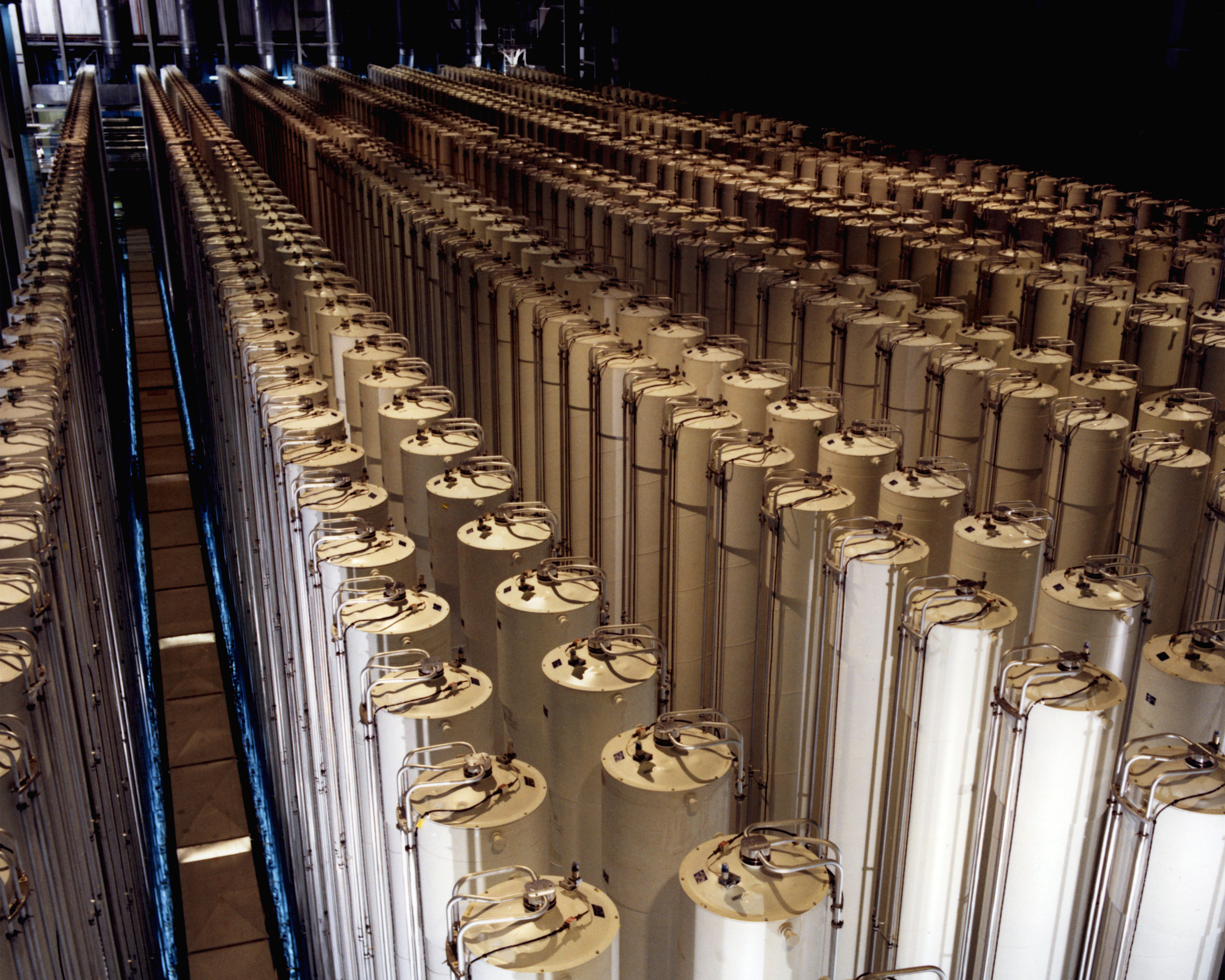
Řady odstředivých centrifug

V obohacovacím závodě se za vyšší teploty tuhý UF6 přemění zpět na plyn.
Nejpoužívanějším zařízením na obohacování jsou tzv. centrifugy, které tvoří rychle rotující vertikální trubky (otáčky v řádu desetitisíců za minutu). Při procesu je využit rozdíl hmotností asi 1% izotopů U238 a U235. Odstředivou silou se těžší izotopy dostanou na okraj, čímž dochází k částečné separaci. Plynný UF6 je tak rozdělen na dvě směsi, jedna je bohatší a druhá chudší na izotop U235, a obě tyto směsi se z centrifugy odebírají. Protože rozdíl mezi oběma směsmi je velice malý, centrifugy se pro potřebný stupeň obohacení řadí do kaskád.
Existují i další způsoby obohacování, např. dříve vyvinutá plynná difúze, kdy je UF6 “filtrován“ skrze membránu, kterou U235 prochází snadněji díky menší velikosti. Tento proces je však třeba mnohokrát opakovat a je velice energeticky náročný. Oproti plynné difúzi spotřebují centrifugy jen 2-2,5% energie, a proto se metoda využívající plynnou fúzi v posledních dekádách opouští. Další možností brzy bude obohacení pomocí laseru, které je ve finální fázi vývoje.
Všechny tyto metody jsou velice investičně náročné a obohacovací závody má jen hrstka zemí. Výsledným produktem je tedy obohacený UF6, který se opětovně přepracuje na oxid uranu.

## Výroba paliva

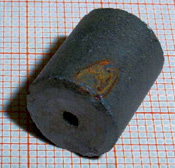
Palivová peleta

Jaderné palivo je obyčejně ve formě keramických pelet. Pelety jsou vyrobeny lisováním prášku oxidu uraničitého UO2 , který je vypečen za teploty více než 1400 °C.

## Výroba energie a vyhoření
V reaktoru se během štěpení mění izotopické složení paliva a vznikají nové prvky. Zvyšuje se zejména koncentrace štěpných produktů, plutonia a dalších těžkých prvků, a snižuje se koncentrace štěpného U235. Po několika letech je nutné vyměnit palivo za čerstvé.
V současných tepelných reaktorech nahradí 1 kg jaderného paliva asi 100 tun černého uhlí. K získání 1 kg paliva je třeba vytěžit 2-4 tuny uranové rudy .

## Uložení v bazénu pro použité palivo

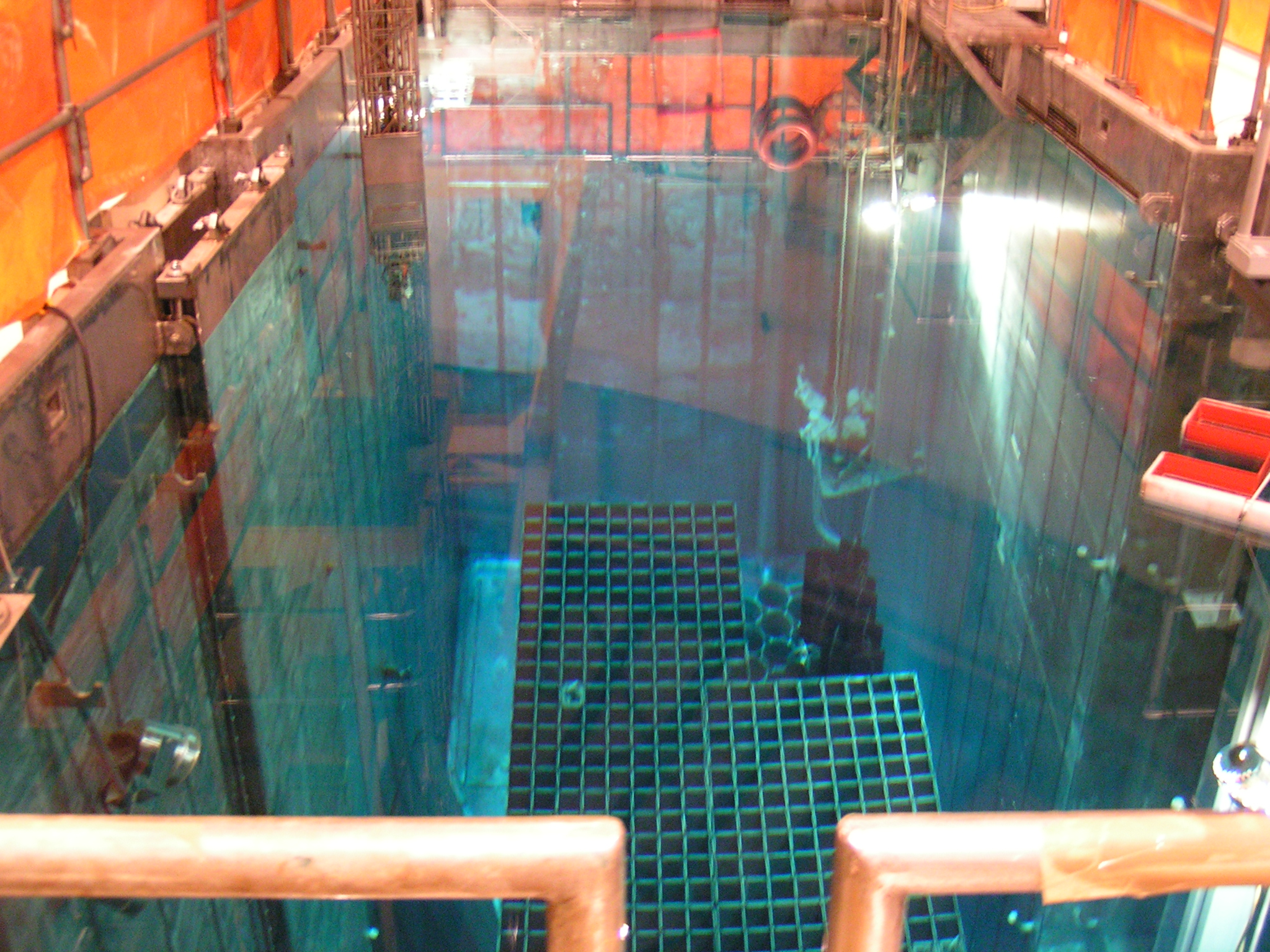
Bazén pro použité jaderné palivo. Tento je zatím prázdný.

Poté, co je použité palivo vyjmuto z aktivní zóny, je i nadále zdrojem radiace a tepla. Je přesunuto do bazénu použitého paliva těsně vedle reaktoru. Voda v bazénu působí jako štít proti radiaci a zároveň odvádí teplo s pomocí cirkulace. Zde setrvává palivo 5-10 let, než může být přemístěno do suchého skladu.

## Přepracování použitého jaderného paliva
Palivo může být po skladování v bazénu pro použité palivo převezeno do závodů na přepracování použitého paliva, kde jsou chemicky odseparovány použitelné izotopy. Těchto závodů je velice malý počet nejen kvůli finanční náročnosti přepracování, ale také kvůli mezinárodně-politickým omezením. Jedním z výstupních produktů je totiž plutonium, které je přímo zneužitelné k výrobě jaderné bomby.

## Mezisklad

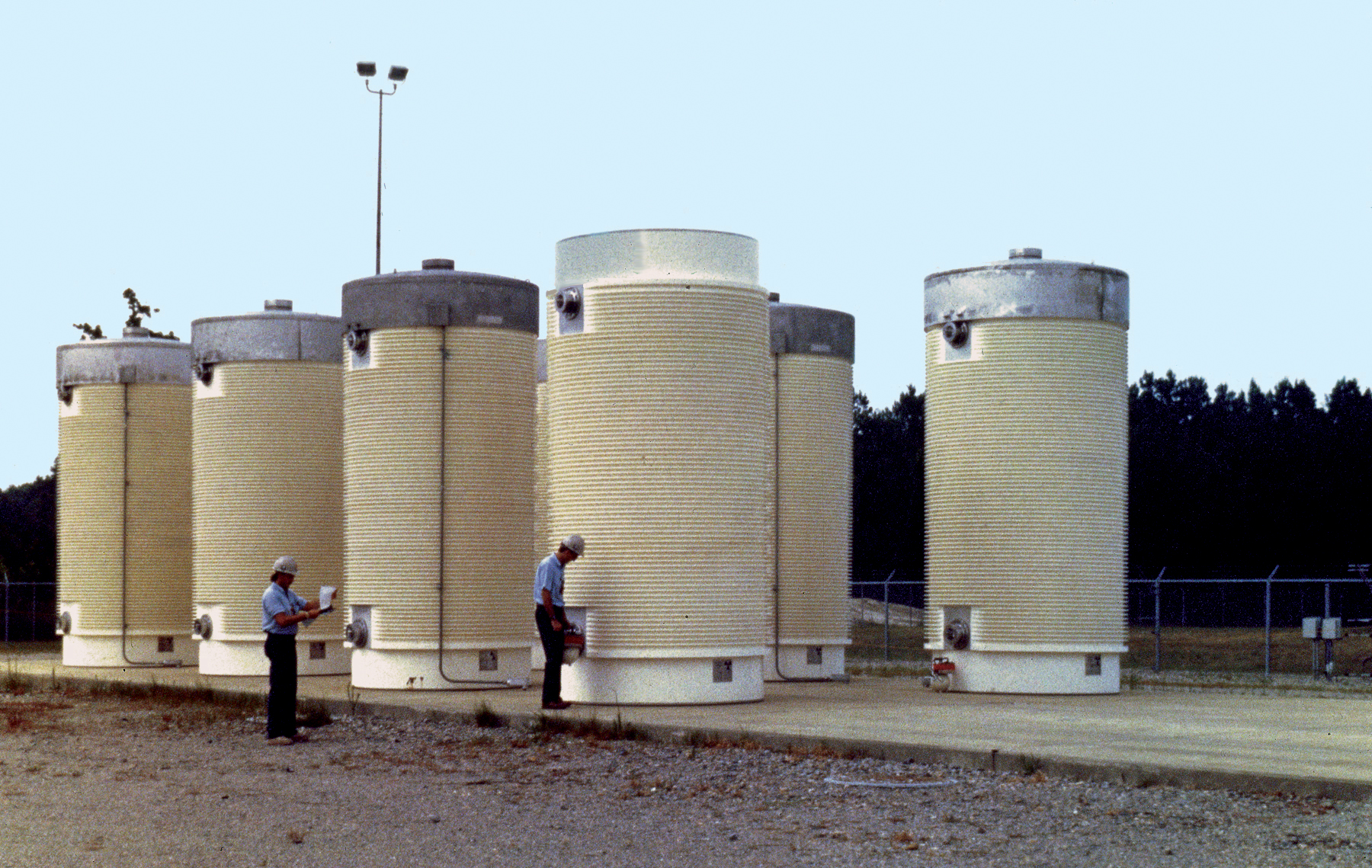
V podobných kontejnerech se skladuje použité jaderné palivo

Převážná část jaderné energetiky se realizuje v tzv. otevřeném palivové cyklu, kdy palivo není přepracováno. Je ho tedy nutné uskladnit do speciálních kontejnerů v meziskladech pro použité jaderné palivo, které mají velkou kapacitu. Mezisklad bývá většinou umístěn přímo na elektrárně a je společný pro několik výrobních bloků. Zde má palivo zůstat 40-50 let. Po této době bude rozhodnuto, zda se palivo přepracuje nebo bude trvale uloženo v hlubinném úložišti.

## Konečné úložiště

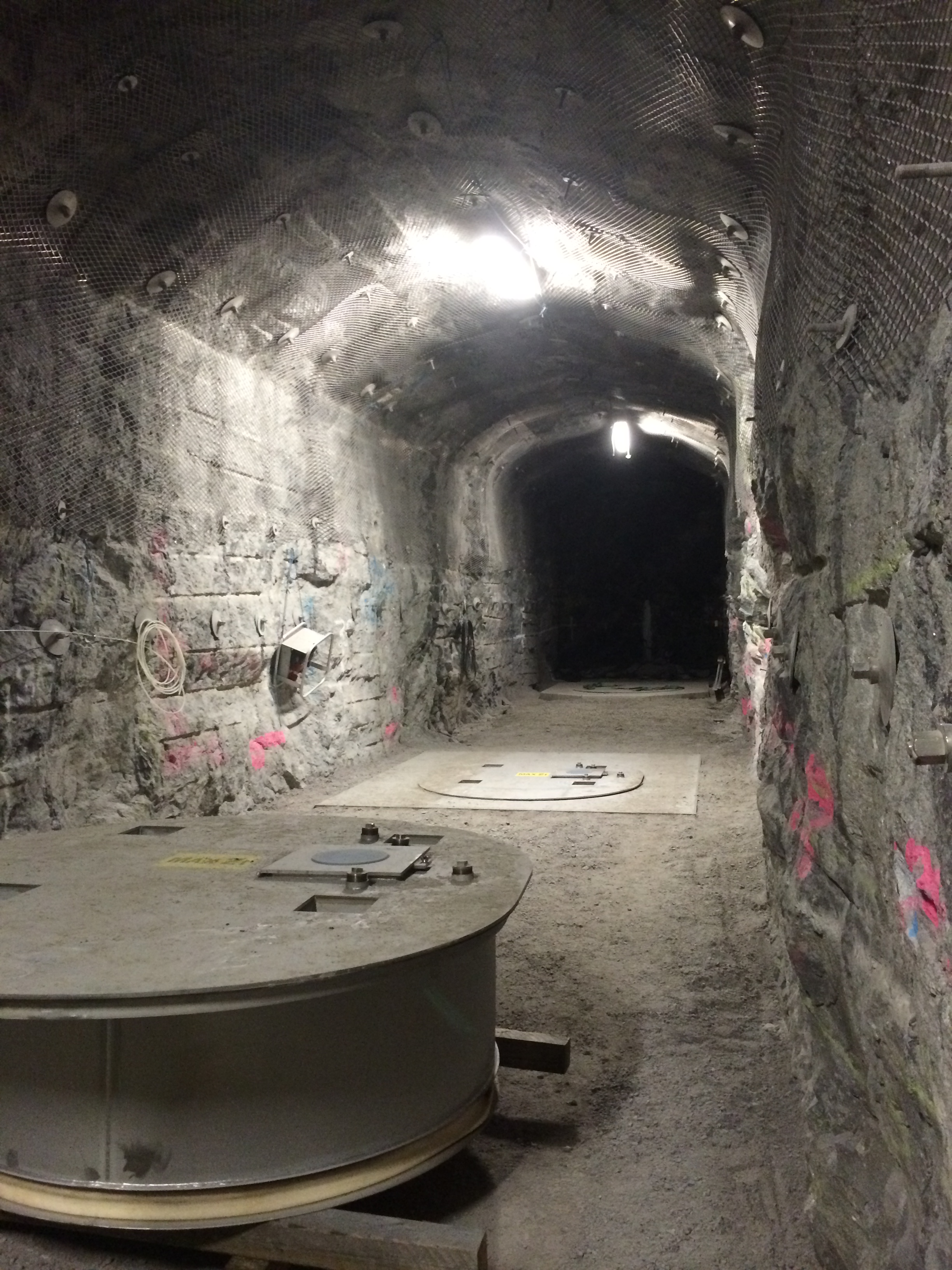
Stavba hlubinného úložiště v Onkalu ve Finsku. Jedna z chodeb, kde bude použité palivo trvale uloženo

Z meziskladů může být palivo trvale převezeno do konečného hlubinného úložiště, kde zůstane tisíce let, než se stane neaktivním. Při plánování hlubinného úložiště je velký problém s výběrem místa a souhlasem zdejších obyvatel, ačkoliv při uložení ve skalním masivu žádné ovlivnění okolí nehrozí. I proto hlubinné úložiště zatím není nikde na světě. V některých zemích, např. ve Finsku, je ve výstavbě (lokalita Onkalo). Nevýhodou otevřeného palivového cyklu je malé energetické využití přírodního uranu a vysoké množství použitého paliva, které je nutné trvale uskladnit. Ačkoliv se situace může brzy změnit, v dnešní době je finančně výhodnější používat nepřepracované palivo.

## Uzavřený palivový cyklus
Při využití reaktorů využívající plutonium (rychlé reaktory) nebo směsné palivo MOX (některé tepelné reaktory), by se situace výrazně vylepšila. Využití zbylého uranu a plutonia v tepelných reaktorech snižuje spotřebu přírodního uranu až o 40% . Rychlé množivé reaktory jsou schopné využít přírodní nebo ochuzený uran ve svých množivých zónách a při provozu vyrábějí více štěpného paliva, než spotřebovávají. Při vhodném zapojení přepracovávacích závodů by bylo možné palivo mnohokrát přepracovat, využít znovu a uzavřít jaderný cyklus. Tím by byl využit významně vyšší energetický potenciál uranu a lidstvo by získalo energii na tisíce let. K tomu je však zapotřebí rychlých reaktorů a přepracovávání. Ani jedna z těchto technologií se dnes nepoužívá ve velké míře, ať už z důvodu finančního, nebo technologického. Z uzavřeného cyklu vychází malé množství vysoce aktivních odpadů, které se po separaci v přepracovávacím závodě fixují do skel (tzv. vitrifikace) a trvale se uloží v hlubinných úložištích.